# Joo Hyun-young
Kim Hyun-young (koreanisch 김현영; * 14. Januar 1996 in Paju), besser bekannt als Joo Hyun-young, ist eine südkoreanische Schauspielerin. Bekannt wurde sie in Extraordinary Attorney Woo.

## Leben und Karriere
Kim wurde am 14. Januar 1996 in Paju geboren. Ihr Debüt gab sie 2019 in der Fernsehserie Best Mistake. 2021 nahm sie an der Sendung SNL Korea Reboot teil. Danach spielte sie 2022 in Returning Student: Grade A, but Love is F mit. Außerdem war sie in Behind Every Star zu sehen. Ihren Durchbruch hatte sie in Extraordinary Attorney Woo.

## Filmografie
Filme
- 2022: Aka 5jo

Serien
- 2019–2021: Best Mistake
- 2022: Returning Student: Grade A, but Love is F
- 2022: Extraordinary Attorney Woo
- 2022: Behind Every Star

Sendungen
- 2021–2022: SNL Korea Reboot

## Auszeichnungen

### Gewonnen
- 2022: Baeksang Arts Awards in der Kategorie „Beste Schauspielerin“[5]
- 2022: Brand of the Year Awards in der Kategorie „Hot Icon“[6]
- 2022: Blue Dragon Series Awards in der Kategorie „Beste Entertainerin“[7]